# Conférence de Peza
La Conférence de Peza qui se tint le 16 septembre 1942 est une réunion de la guérilla albanaise combattant l'occupation des forces de l'Axe. L'initiative en fut prise par le Parti communiste albanais. Lors de la réunion dans le village de Peza situé à l'ouest de Tirana, les représentants des divers groupes d'opposition décidèrent de former un mouvement de libération nationale uni. Un conseil composé de huit membres fut élu à la direction. En faisaient partie des personnalités aussi différentes qu'Enver Hoxha, dirigeant du Parti communiste, et le monarchiste Abaz Kupi.
Après la Conférence de Peza, les différents groupes eurent du mal à entreprendre des opérations conjointes contre les occupants. Une partie des résistants - ceux qui plus tard créèrent le Balli Kombëtar - se tint éloignée du Mouvement de libération nationale. Pour améliorer la coordination des groupes de guérilla militaire, le traité de Mukja fut conclu un an plus tard. Malgré tout cela l'Albanie restera tout de même le seul pays en Europe à s'être libéré des forces de l'Axe sans l'aide d'un autre pays.